# Adrián Martínez Flores
Adrián Martínez Flores (Cidade do México, 1 de janeiro de 1970) é um ex-futebolista profissional mexicano que atuava como goleiro.

## Carreira
Adrián Martínez Flores integrou a Seleção Mexicana de Futebol na Copa América de 2001.

## Títulos
Seleção Mexicana
- Copa América de 2001: Vice